# Pericoma sitchana
Pericoma sitchana är en tvåvingeart som beskrevs av Kincaid 1899. Pericoma sitchana ingår i släktet Pericoma och familjen fjärilsmyggor. Inga underarter finns listade i Catalogue of Life.